# Juan Manuel Fangio
Juan Manuel Fangio (n. 24 iunie 1911, Balcarce⁠(d), Buenos Aires, Argentina – d. 17 iulie 1995, Buenos Aires, Argentina), poreclit El Maestro („Maestrul” sau „Profesorul”), a fost un pilot argentinian de curse. El a dominat primul deceniu al curselor de Formula 1, câștigând de cinci ori Campionatul Mondial la Piloți.
Din copilărie, și-a abandonat studiile pentru a se ocupa de mecanica auto. În 1938, a debutat în Turismo Carretera, concurând cu un Ford V8. În 1940, a concurat cu Chevrolet, câștigând Campionatul Internațional Grand Prix și și-a dedicat timpul către Turismo Carretera, devenind campionul Argentinei, titlu pe care l-a apărat cu succes un an mai târziu. Fangio a concurat apoi în Europa între 1947 și 1949, unde a obținut succese suplimentare.
A debutat în Campionatul Mondial al Piloților de Formula 1 chiar din prima cursă a acestui sport în 1950, Marele Premiu al Marii Britanii. A câștigat de cinci ori Campionatul Mondial la Piloți – un record care a durat 46 de ani până când a fost doborât de Michael Schumacher – cu patru echipe diferite (Alfa Romeo, Ferrari, Mercedes-Benz și Maserati). El deține cel mai mare procent de victorii în Formula 1, 47,06%, câștigând 24 din 51 de curse de Formula 1 la care a luat startul. Fangio este singurul pilot argentinian care a câștigat Marele Premiu al Argentinei, reușind acest lucru de patru ori în carieră, mai mult decât orice alt pilot.
După retragere, Fangio a prezidat ca președinte de onoare al Mercedes-Benz Argentina din 1987, la un an de la inaugurarea muzeului său, până la moartea sa în 1995. În 2011, la centenarul nașterii sale, Fangio a fost amintit în întreaga lume și diverse activități s-au desfășurat în cinstea lui.

## Copilăria

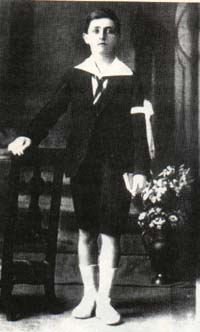
Fangio în 1920.

Bunicul lui Fangio, Giuseppe Fangio, a emigrat la Buenos Aires din Italia în 1887. Giuseppe a reușit să-și cumpere propria fermă lângă Balcarce, un orășel de lângă Mar del Plata din sudul provinciei Buenos Aires, Argentina, în trei ani făcând mangal din ramuri de copac. Giuseppe și-a adus familia, împreună cu fiul său de 7 ani Loreto, mai târziu tatăl pilotului de curse, în Argentina din micul oraș din centrul Italiei Castiglione Messer Marino din provincia Chieti din regiunea Abruzzo. Mama lui, Herminia Déramo, era din Tornareccio, ușor spre nord. Părinții lui Fangio s-au căsătorit la 24 octombrie 1903 și au locuit la ferme, unde Herminia era menajeră, iar Loreto a lucrat în domeniul construcțiilor, devenind ucenic pietrar.
Fangio s-a născut în Balcarce la 24 iunie 1911, la ora 12:10. Certificatul său de naștere a fost din greșeală datat 23 iunie în Registrul de la Balcarce. A fost al patrulea dintre cei șase copii. În copilărie, el a devenit cunoscut sub numele de El Chueco (strâmbul), datorită priceperii sale de a-și îndoi piciorul stâng în jurul mingii pentru a trage la poartă în jocurile de fotbal. Fangio și-a început studiile la Școala Nr. 4 din Balcarce, înainte de a se transfera la Școala Nr. 1. Când Fangio avea 13 ani, a abandonat școala și a lucrat în atelierul mecanic auto Miguel Angel Casas ca asistent mecanic. A început să dezvolte pneumonie care s-a dovedit aproape fatală, după un meci de fotbal în care alergarea grea îi provocase o durere ascuțită în piept. A fost imobilizat la pat două luni, fiind îngrijit de mama sa.
După ce și-a revenit, Fangio a servit serviciul militar obligatoriu la vârsta de 21 de ani. În 1932 a fost înrolat la școala de cadeți Campo de Mayo de lângă Buenos Aires. Abilitățile sale de conducere au atras atenția ofițerului său comandant, care l-a numit pe Fangio drept șofer oficial. Fangio a fost eliberat înainte de a împlini 22 de ani, după ce și-a susținut examenul fizic final. S-a întors la Balcarce unde și-a propus să-și continue cariera de fotbalist. Împreună cu prietenul său José Duffard a primit oferte de a juca la un club din Mar del Plata. Coechipierii lor de la Balcarce le-au sugerat celor doi să lucreze la hobby-ul lui Fangio de a-și construi propria mașină, iar părinții lui i-au oferit spațiu pentru a face acest lucru într-o magazie rudimentară la casa familiei.

## Începuturile în sporturile cu motor
După ce și-a încheiat serviciul militar, Fangio și-a deschis propriul garaj și a concurat la evenimente locale. Și-a început cariera de curse în Argentina în 1936, conducând un Ford Model A din 1929 pe care îl reconstruise. La categoria Turism Highway, Fangio a participat la prima sa cursă între 18 și 30 octombrie 1938 în calitate de copilot al lui Luis Finocchietti. În ciuda faptului că nu a câștigat Marele Premiu Rutier al Argentinei, Fangio a condus cea mai mare parte a drumului și a terminat pe locul 5. În noiembrie acelui an, a intrat în „400 km de Tres Arroyos”, dar cursa a fost suspendată din cauza unui accident fatal.
În timpul curselor în Argentina, a condus mașini Chevrolet și a fost Campion Național al Argentinei în 1940 și 1941. O cursă anume, Gran Premio del Norte din 1940, avea o lungime de aproape 10.000 km, una pe care Fangio a descris-o ca fiind un „calvar teribil”. Această cursă în stil raliu a început la Buenos Aires pe 27 septembrie și a trecut prin Anzi și Bolivia până la Lima, Peru, și după înapoi la Buenos Aires, durând 15 zile, terminându-se pe 12 octombrie, cu etape organizate în fiecare zi. Această cursă îngrozitor de dură s-a desfășurat în cele mai dificile și variate condiții imaginabile - piloții au fost nevoiți să traverseze deșerturi fierbinți și uscate, jungle pline de insecte cu umiditate ridicată și treceri de munte înghețate și înzăpezite, uneori în întuneric total, totul pe un amestec de pământ și drumuri asfaltate. La începutul cursei, Fangio a lovit o stâncă mare și a avariat arborele de transmisie al mașinii, care a fost înlocuit în orașul alăturat. Mai târziu, la o oprire peste noapte în Bolivia, unul dintre orășeni s-a izbit de mașina lui Fangio și a îndoit o osie - el și copilotul său au petrecut toată noaptea reparând-o. În urma acestei reparații, paleta ventilatorului s-a desprins și a perforat radiatorul, ceea ce a însemnat o altă reparație înainte de a fi înlocuit ulterior. Au condus 240 de km prin deșert arzător fără apă. Vremea în munți era atât de rece încât Fangio a condus cu brațele copilotului în jurul lui ore în șir. Aceste rute muntoase din Bolivia și Peru implicau uneori urcarea la altitudini de 4.300 de metri deasupra nivelului mării - o reducere cu 40 la sută a densității aerului, făcând respirația incredibil de dificilă și motorul cu putere redusă. Când Fangio a ieșit în sfârșit din munți și s-a întors la Buenos Aires, după ce a trecut prin toate aceste provocări externe, Fangio a câștigat această cursă, care a fost prima sa victorie mare.
În 1941, l-a învins pe Oscar Gálvez în Marele Premiu Getúlio Vargas din Brazilia, care a fost o cursă de șase zile și 3.731 de kilometri care începea și se termina la Rio de Janeiro, traversând diverse orașe din întreaga Brazilie, cum ar fi São Paulo și Belo Horizonte. Pentru a doua oară, Fangio a fost încoronat campion al TC Argentinei. În 1942, a ocupat locul zece la South Grand Prix. În aprilie a câștigat cursa „Mar y Sierras”, iar apoi a fost nevoit să suspende activitatea din cauza celui de-al Doilea Război Mondial. În 1946, Fangio a revenit la curse, cu două întreceri în Morón și Tandil conducând un Ford Model T. În februarie 1947, Fangio a concurat la National Mechanics (MN) pe circuitul Retiro, iar pe 1 martie, a început cursa pentru Premiul orașului Rosario. Ulterior, Fangio a triumfat în cursa „Double Back Window”.
În octombrie 1948, Fangio a suferit însă o tragedie personală într-o altă cursă aspră, de data aceasta de la Buenos Aires către Caracas, Venezuela - un eveniment de 20 de zile care acoperă o distanță de 9.580 de kilometri prin Argentina, Bolivia, Peru, Ecuador, Columbia și în final Venezuela. Fangio, împreună cu copilotul său Daniel Urrutia, s-au luptat din greu cu frații Juan și Oscar Galvez și cu Domingo Marimon. În a 10-a zi, pe etapa de la Lima către Tumbes din nordul Peru, pe drumurile de coastă de-a lungul Oceanului Pacific, Fangio conducea noaptea într-o ceață densă generată de ocean, într-un întuneric aproape total, când s-a apropiat de o curbă la stânga având 140 de km/h lângă satul Huanchaco, nu departe de micul oraș Trujillo. Datorită ceții dese, s-a apropiat prea repede de curbă, a pierdut controlul mașinii și s-a izbit de un terasament, iar Urrutia a fost aruncat din mașină prin parbriz. Oscar Galvez s-a oprit pentru a-l ajuta pe Fangio, care avea răni la gât, și l-a găsit curând pe Urrutia, rănit grav. Un alt concurent, Luciano Marcilla, s-a oprit și i-a dus pe Fangio și Urrutia la cel mai apropiat spital din orașul Chocope, aflat la 50 km distanță. Fangio a supraviețuit, dar Urrutia, în vârstă de 35 de ani, a decedat, suferind multiple fracturi fatale ale craniului. Domingo Marimon a câștigat cursa, dar per total evenimentul a fost un dezastru care a fost afectat de moartea a 3 spectatori și 3 piloți (inclusiv Urrutia). Fangio a crezut că nu va mai concura niciodată și a intrat într-o stare de depresie după moartea prietenului său, dar a ieșit curând din starea de tristețe, iar succesele sale în Argentina au atras atenția Clubului Auto Argentinian și al guvernului argentinian condus de Juan Perón, așa că au cumpărat un Maserati și l-au trimis în Europa în decembrie 1948 pentru a-și continua cariera.

## Cariera în Formula 1

### Succese în cursele de Mare Premiu (1948-1949)
Prima cursă de Grand Prix (Mare Premiu) a lui Fangio a fost Marele Premiu al Franței din 1948 de la Reims, unde a concurat cu o mașină Simca Gordini, dar s-a retras din cursă. După șocul provocat de decesul copilotului său Urrutia, a hotărât să continue cursele și s-a întors în Europa anul următor pentru a concurat la Sanremo; după ce a trecut la un Maserati 4CLT/48 sponsorizat de Clubul Auto al Argentinei, a dominat evenimentul, câștigând ambele serii pentru a lua victoria totală cu aproape un minut în fața Prințului Bira. Fangio a mai participat în șase curse de Mare Premiu în 1949, câștigând patru dintre ele împotriva opoziției de nivel superior.

### Startul în Campionatul Mondial cu Alfa Romeo (1950-1951)

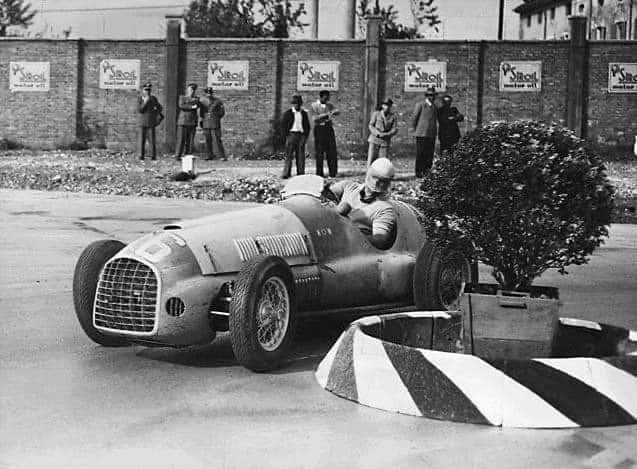
Fangio în Gran Premio di Modena din.

Pentru primul Campionat Mondial al Piloților din 1950, Fangio a fost preluat de echipa Alfa Romeo alături de Giuseppe Farina și Luigi Fagioli. Având în vedere lipsa mașinilor de curse competitive care au urmat celui de-al Doilea Război Mondial, Alfetta de dinainte de război s-a dovedit dominantă. Fangio a câștigat fiecare dintre cele trei curse pe care le-a terminat la Monaco, Spa și Reims-Gueux, dar cele trei victorii ale lui Farina în cursele din care Fangio s-a retras, și un loc 4 i-a permis lui Farina să ia titlul. Cea mai notabilă victorie a lui Fangio din acel an a fost la Monaco, unde a ocolit o grămadă de mașini și a câștigat cu ușurință cursa. În cursele non-campionat din anii 1950, Fangio a obținut alte patru victorii la San Remo, Pau și înfricoșătoarea Coppa Acerbo de pe circuitul de drum public Pescara de 25 de km. De asemenea, a câștigat câteva curse pentru Clubul Auto Argentinian, conducând un Maserati 4CLT și un Ferrari 166.

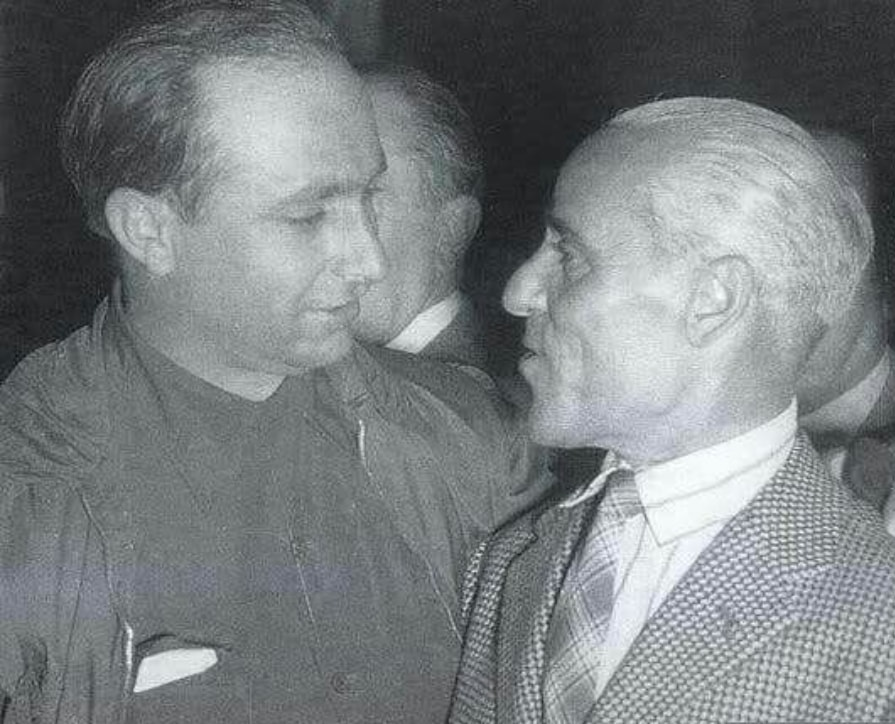
Fangio (stânga) alături de Tazio Nuvolari (dreapta) în 1951.

Fangio a mai câștigat trei curse de campionat pentru Alfa în 1951 în Marele Premiu al Elveției, Franței și Spaniei, iar cu noile mașini Ferrari de 4,5 litri luând puncte de la coechipieri săi Farina și alții, Fangio a câștigat titlul la cursa finală din Spania, terminând cu șase puncte înaintea lui Ascari pe circuitul stradal Pedralbes. Fangio a terminat, de asemenea, pe locul 2 la Marele Premiu al Marii Britanii de la Silverstone, după ce mașina sa Alfa, extrem de ineficientă din punct de vedere al consumului de combustibil, a trebuit să facă două opriri lungi la boxe, și a terminat pe locul 2 la Marele Premiu al Germaniei de la Nürburgring după ce a pierdut treptele 1 și 2 ale cutiei de viteze în timpul unei lupte intense cu Alberto Ascari.
Odată cu desfășurarea Campionatului Mondial din 1952 conform specificațiilor de Formula 2, Alfa Romeo nu avea o mașină pentru noua formulă și nu a putut să-și folosească Alfettele supraalimentate, așa că s-au retras. Drept urmare, campionul en-titre s-a trezit fără mașină pentru prima cursă a campionatului și a rămas absent de la F1 până în iunie, când a condus o mașină britanică BRM V16 în curse de F1 non-campionat pe circuitele Albi în Franța și Dundrod în Irlanda de Nord. Fangio fusese de acord să conducă pentru Maserati într-o cursă non-campionat la Monza, a doua zi după cursa de la Dundrod, dar, după ce a ratat un zbor de legătură, a decis să conducă noaptea pe drumurile montane prin Alpii din Lyon, ajungând cu jumătate oră înainte de începerea cursei. Ajuns foarte obosit, Fangio a început cursa din spatele grilei, dar a pierdut controlul în turul doi, s-a izbit într-un mal de iarbă și a fost aruncat din mașină în timp ce s-a răsturnat în aer. A fost dus la un spital din Milano cu multiple răni, cea mai gravă fiind o fractură a gâtului și și-a petrecut restul anului 1952 recuperându-se în Argentina. Nino Farina, care câștigase cursa, l-a vizitat pe Fangio în spital și i-a dăruit cununa de laur a câștigătorului.

### Trecerea la Maserati și succese în cursele de mașini sport (1953-1954)

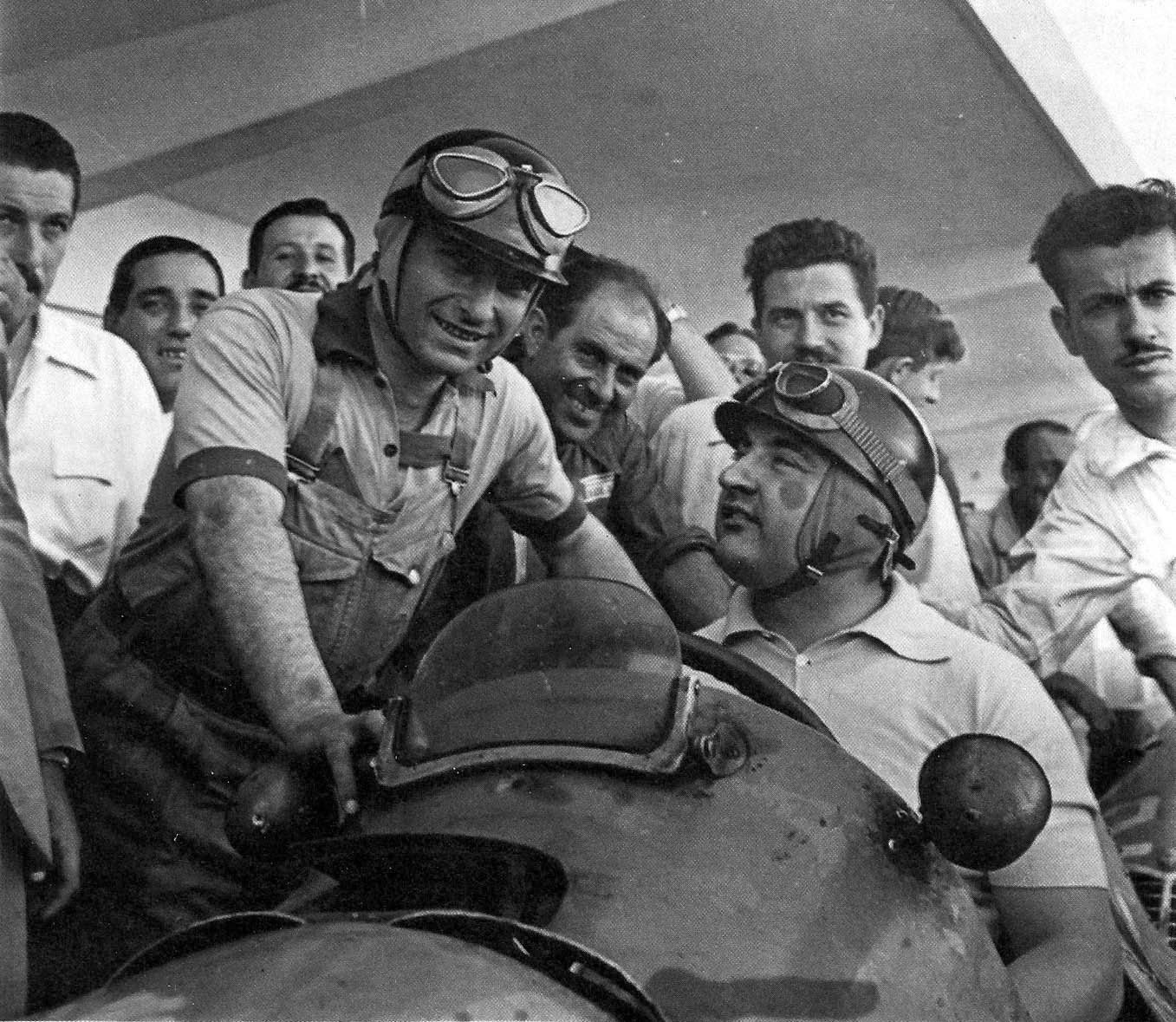
Fangio (stânga) și José Froilán González (la volan) în timpul unui test înainte de Marele Premiu al Argentinei din.

În Europa, din nou la curse în 1953, Fangio s-a echipei Maserati pentru sezonul de campionat, iar împotriva Ferrari-urilor dominante conduse de Ascari a obținut o victorie norocoasă la Monza. Mașina lui Fangio a avut o vibrație persistentă pe tot parcursul antrenamentelor, iar el le-a oferit mecanicilor Maserati 10% din câștigurile sale dacă remediau vibrația; au făcut-o, iar Fangio s-a calificat pe locul al doilea și a câștigat cursa, stabilind cel mai rapid tur și învingându-l pe Nino Farina cu doar 1,4 secunde. Alături de această victorie, Fangio și-a asigurat și trei locuri secunde pentru a termina pe locul al doilea în campionat. De asemenea, a terminat pe locul trei pentru prima dată în Targa Florio. A concurat și a câștigat una dintre cele 2 serii în Marele Premiu de la Albi, din nou cu BRM și conducând înfricoșătorul și puternicul Type 15, o mașină cu un V16 supraalimentat de 600 CP care era greu de condus.
De asemenea, a concurat la una dintre cele mai periculoase și prestigioase curse din Europa: Mille Miglia, o cursă de 1.000 de mile (1.600 km) pe drumurile publice deschise care acoperă aproape tot nordul Italiei, conducând un Alfa Romeo 6C 3000 CM. Mille Miglia și, de asemenea, o altă cursă de campionat din 1953, Carrera Panamericana din Mexic, semănau mult cu cursele în care Fangio concurat în America de Sud în anii 1940 (cu excepția că toate drumurile folosite în Italia și Mexic erau asfaltate). La Mille Miglia, echipa Alfa era de așteptat să câștige, iar după ce Farina, Karl Kling și Consalvo Sanesi au ieșit din cursă, Fangio era în frunte când a ajuns la Roma, conducând foarte agresiv de când a început la Brescia. Fangio a suferit apoi o defecțiune a brațului de direcție față stânga lângă Bologna și a avut o direcție consistentă doar pe partea dreaptă față; acest lucru a permis expertului Mille Miglia, Giannino Marzotto, să-l prindă și să-l învingă pe Fangio cu 12 minute, chiar dacă pilotul argentinian a condus din greu pentru a ține pasul cu Marzotto. El a încheiat anul 1953 câștigând cursa dificilă de 3.200 de km, Carrera Panamericana din Mexic, conducând o Lancia D24; Fangio a reușit să câștige acest raliu de 5 zile pe drumul public deschis, care a început la granița Guatemala-Mexic și s-a încheiat la granița Mexic-Statele Unite în Ciudad Juarez, stabilind un nou record de 18,5 ore de finalizare a cursei (în ciuda faptului că Fangio nu a câștigat vreo etapă), cu aproximativ 9 ore mai rapid decât câștigătorul primului eveniment din 1950. Cursa a fost afectată de decese multiple de spectatori și de moartea lui Felice Bonetto, în vârstă de 50 de ani, la volanul unei Lancia de fabrică, în a treia zi a competiției din orașul Silao.
În 1954, Fangio a concurat pentru Maserati până când Mercedes-Benz a intrat în competiție la mijlocul sezonului. El a câștigat Marele Premiu de acasă la Buenos Aires și la Spa cu emblematicul 250F.

### Dominarea cu Mercedes-Benz (1954-1955)

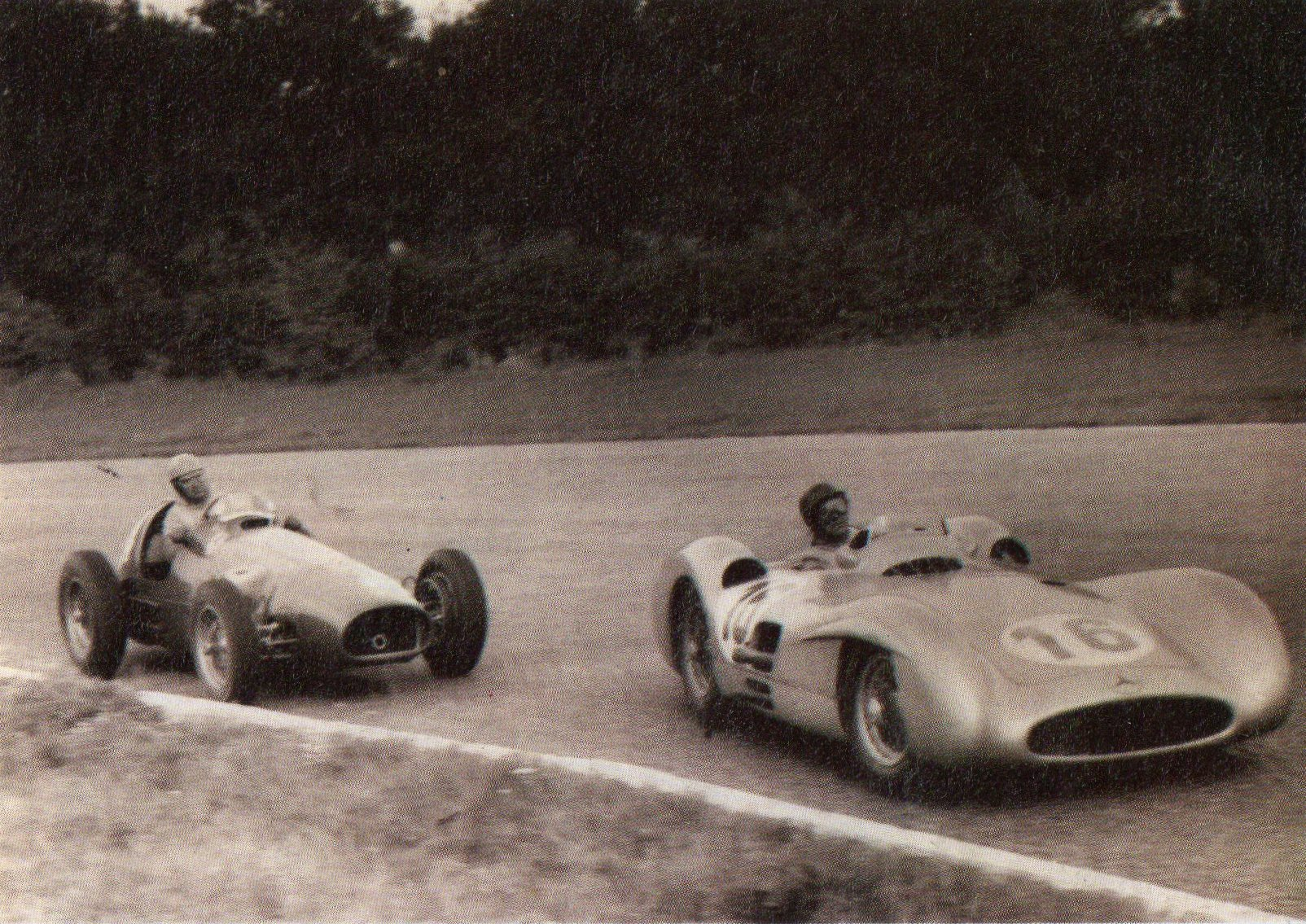
Fangio urmărit de Alberto Ascari în de pe Monza din.

Prima cursă pentru Mercedes-Benz a fost Marele Premiu al Franței de pe circuitul de drum public din Reims, rapid și dominat de liniile drepte, și a câștigat cursa cu mașina W196, cu roți acoperite, o mașină care, deși greu de condus, era înaintea erei sale. Fangio și-a petrecut cursa luptându-se cu coechipierul Karl Kling pe liniile lungi ale lui Reims. Fangio nu a reușit să câștige la Silverstone, mașina cu roți închise proiectată pentru viteza în linie dreaptă având dificultăți pe circuitul dominat de viraje în mare viteză. Fangio a primit monopostul W196 cu roți descoperite, mai agil, pentru Nürburgring, și a câștigat cursa, așa cum a făcut-o ulterior la Bremgarten și apoi la Monza. Monza a fost o cursă deosebit de brutală, în sensul că Alberto Ascari a apărut cu noua Lancia, iar tânărul debutant britanic, Stirling Moss, într-un Maserati privat a fost, de asemenea, competitiv în timpul cursei. Ascari și Moss au trecut amândoi de Fangio și s-au luptat din greu până când Ascari s-a retras din cauza problemelor la motor. De asemenea, motorul lui Moss a explodat aproape de sfârșitul cursei și Fangio a câștigat. Câștigând opt din douăsprezece curse, și-a adjdecat cel de-al doilea său titlu din carieră.

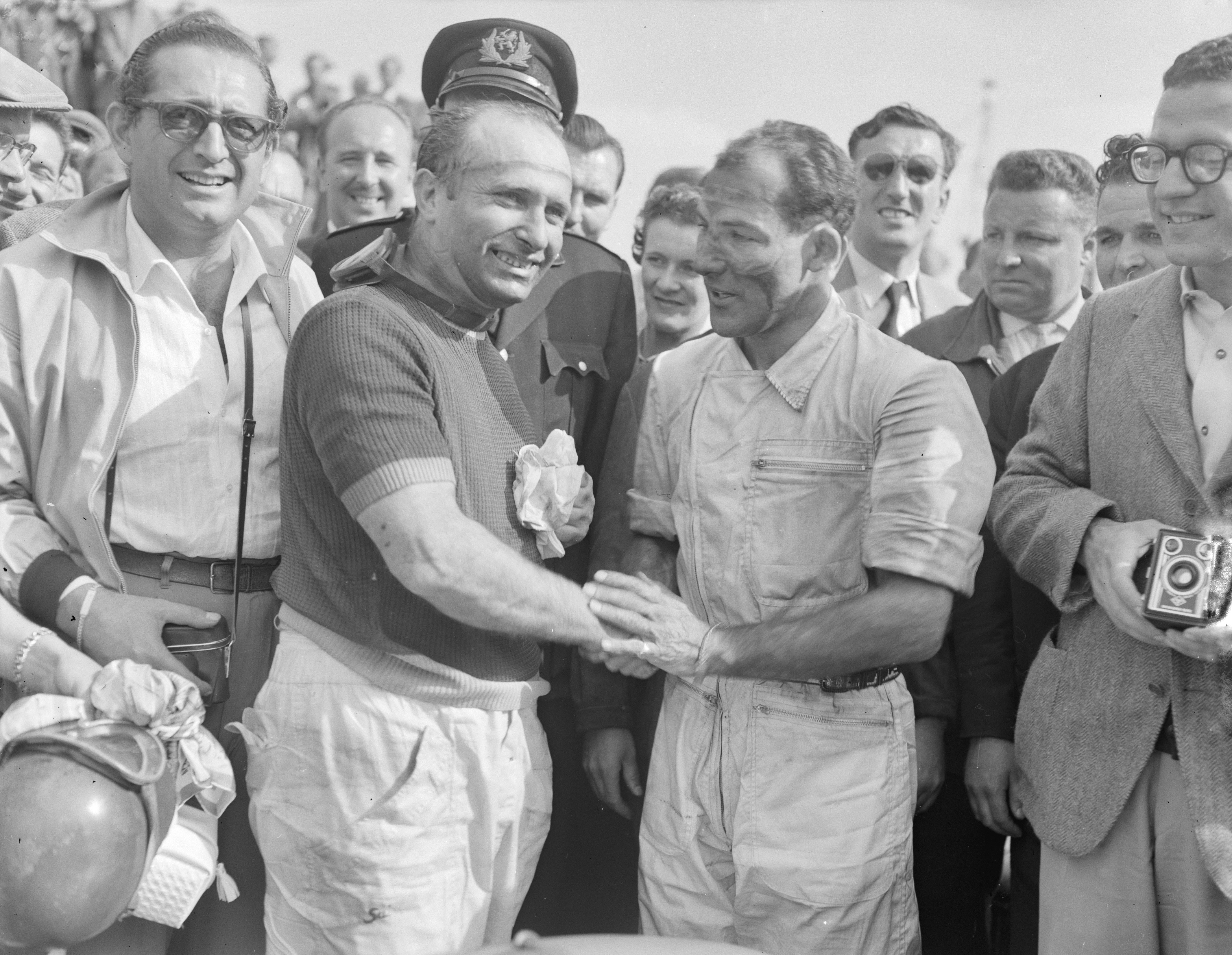
Fangio, felicitat de colegul său de echipă de la Mercedes-Benz, Stirling Moss, după victoria obținută în din.

În 1955, a continuat pentru Mercedes, de această dată, printre alții, alături de Moss. Într-un efort de a-și menține nivelul ridicat de fitness, cel puțin comparabil cu rivalii săi mai tineri, Fangio s-a supus unui program de antrenament care a fost intens. A câștigat o cursă deosebit de dură la Gran Premio de la República Argentina. Această cursă s-a desfășurat în Buenos Aires în timpul unui val de căldură obositor de 40 °C, iar cu o temperatură a pistei de peste 57 °C, puțini piloți, alții decât Fangio, au reușit să termine cursa. Mașinia W196 se încălzise și piciorul drept al lui Fangio s-a frecat de structura șasiului, dar chiar și după ce a suferit arsuri severe, a continuat să conducă; i-au trebuit trei luni să-și revină după răni. În 1955, Fangio a încercat din nou Mille Miglia, de data aceasta fără navigator, conducând un Mercedes-Benz 300 SLR. După ce a plecat la ora 6:58, motorul avansat al mașinii a început să dezvolte probleme când a ajuns la Pescara. Mecanicii Mercedes nu au găsit aparent nimic problematic și l-au retrimis pe circuit. Fangio pierdea timp în fața lui Moss și Hans Herrmann, iar când a ajuns la Roma motorul încă nu funcționa bine. Din nou, Fangio a fost trimis de mecanici. Și când a ajuns la Florența, s-au auzit câteva bubuituri puternice, așa că mecanicii au ridicat capota și au constatat că una dintre conductele de injecție de combustibil s-a rupt, așa că 300 SLR al lui Fangio mergea cu șapte cilindri în loc de opt; acest lucru nu a putut fi reparat și Fangio a condus până la Brescia cu un motor incomplet, terminând pe locul 2 în spatele lui Moss. Fangio a presupus mai târziu că Mercedes a simțit că acesta nu poate câștiga cursa fără un navigator, așa că nu au depus la fel de mult efort în pregătirea mașinii sale precum au făcut cu mașina lui Moss, care avea un navigator. La sfârșitul celui de-al doilea sezon de succes (care a fost umbrit de dezastrul de la Le Mans din 1955, în care 83 de spectatori au fost uciși, un accident care a avut loc chiar în fața lui și aproape că l-a ucis) Mercedes s-a retras din curse și, după patru încercări, Fangio nu a mai concurat din nou la Le Mans. O serie de curse au fost anulate după acest eveniment, cu excepția Marii Britanii și Italiei (care ambele aveau deja circuite cu facilități de siguranță noi și actualizate). A terminat pe locul 2 în prima și a câștigat-o pe cea din urmă, permițându-i să obțină al treilea său campionat mondial. Ultima cursă pentru Mercedes a fost cursa de mașini sport Targa Florio, pe care Mercedes trebuia să o câștige pentru a le învinge pe Ferrari și Jaguar pentru a obține titlu; firma germană a sărit peste primele două curse din Buenos Aires și Sebring, Florida. Fangio, alături de Kling, a terminat pe locul 2, în spatele lui Moss și Peter Collins, permițând lui Mercedes să câștige titlul cu două puncte față de Ferrari.

### Ferrari (1956)
În 1956, Fangio s-a mutat la Ferrari pentru a câștiga al patrulea titlu. Nici Enzo Ferrari, nici managerul echipei, Eraldo Sculati, nu au avut o relație caldă cu Fangio, în ciuda succesului lor comun cu mașina Lancia dezvoltată de Ferrari, foarte dificil de condus. Fangio a preluat mașinile coechipierului său după ce acesta a suferit probleme mecanice în trei curse, Marele Premiu al Argentinei, Monaco și Italiei. În fiecare caz, punctele au fost împărțite între cei doi piloți. După Marele Premiu al Principatului Monaco, în care Fangio a avut dificultăți cu mașina Lancia-Ferrari prost manevrabilă, el l-a întrebat pe Ferrari dacă ar putea avea un mecanic exclusiv pentru mașina lui, deoarece Ferrari nu avea mecanicii lui alocați niciunei dintre mașini, așa cum avea Mercedes. Ferrari a acceptat cererea lui Fangio, iar performanța mașinii lui Fangio s-a îmbunătățit substanțial. Pe lângă victoria din Argentina, Fangio a câștigat Marele Premiu al Marii Britanii și Germaniei la Silverstone și Nürburgring. La Marele Premiu al Italiei de sfârșit de sezon, coechipierul lui Fangio de la Ferrari, Peter Collins, care era în poziție să câștige Campionatul Mondial cu doar 15 tururi înainte de final, i-a predat mașina lui Fangio. Au împărțit cele șase puncte câștigate pentru locul doi, dându-i lui Fangio titlul mondial.

### Întoarcerea la Maserati și ultimii ani în Formula 1 (1957-1958)

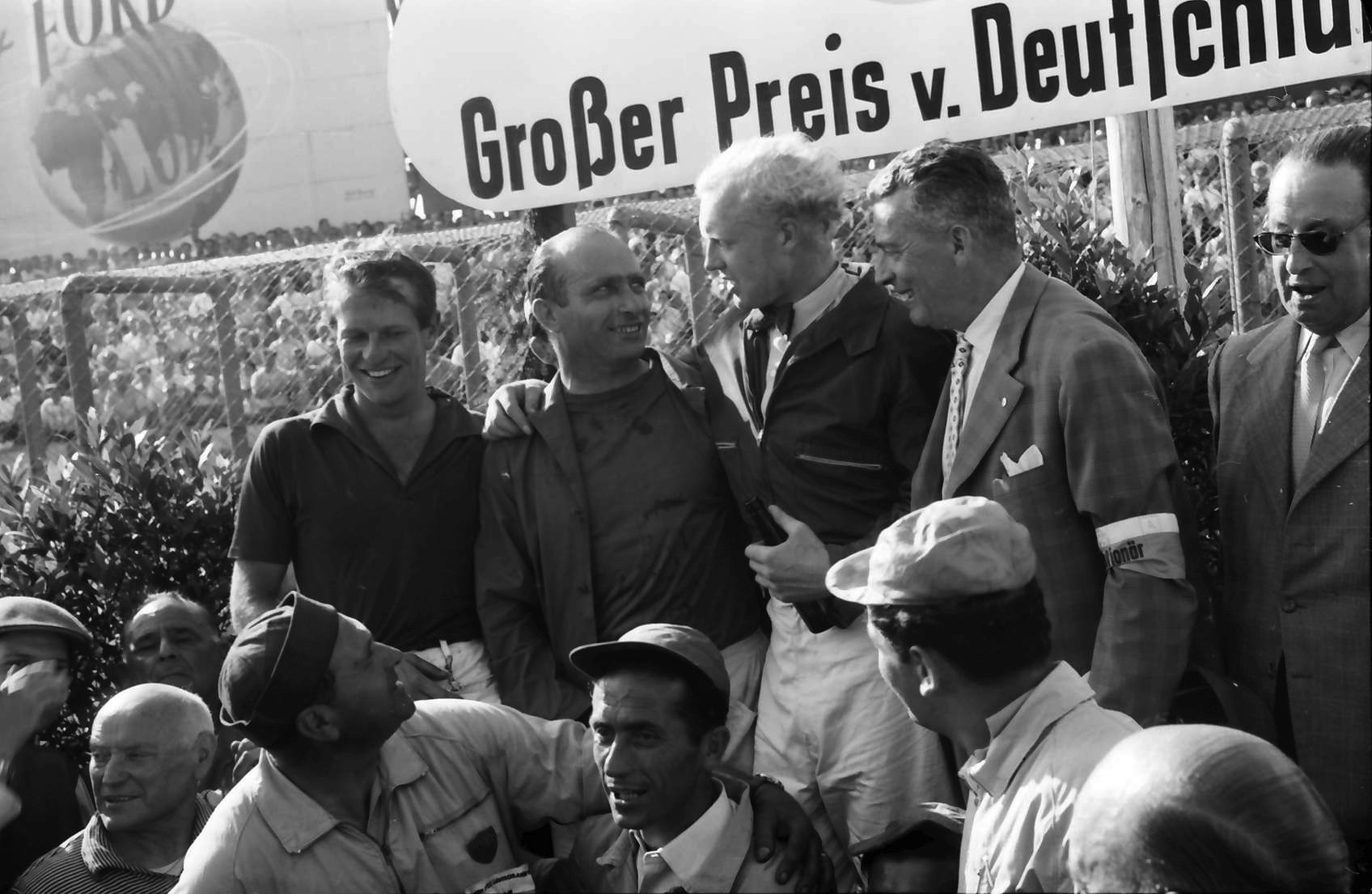
Primii trei clasați ai Marelui Premiu al Germaniei din pe podium după cursă. Începând de la stânga grupei de podium: Peter Collins (Ferrari), pe locul trei, câștigătorul cursei Juan Manuel Fangio (Maserati) și Mike Hawthorn (Ferrari), pe locul doi.

În 1957, Fangio s-a întors la Maserati, care încă folosea același 250F emblematic pe care argentinianul îl condusese la începutul anului 1954. Fangio a început sezonul cu un hat-trick de victorii în Argentina, Monaco și Franța (excluzând Indianapolis 500), înainte de a se retrage cu probleme la motor în Marea Britanie. De asemenea, a câștigat cursa de mașini sport, 12 ore de la Sebring din America, conducând un Maserati 450S cu Jean Behra pentru al doilea an consecutiv. Dar, ulterior, la Marele Premiu al Germaniei de pe circuitul Nürburgring, Fangio a trebuit să-și extindă avansul cu șase puncte pentru a-și revendica titlul cu două curse de rămas. Din pole position, Fangio a coborât pe locul trei în spatele Ferrari-urilor lui Mike Hawthorn și Collins, dar a reușit să le depășească pe ambele până la sfârșitul turului al treilea. Fangio a început cu rezervoarele pe jumătate pline, deoarece se aștepta să aibă nevoie de anvelope noi la jumătatea cursei. În acest caz, Fangio a intrat la boxe în turul 13 cu un avans de 30 de secunde, dar o oprire dezastruoasă l-a lăsat înapoi pe locul trei și la 50 de secunde în spatele lui Collins și Hawthorn. Fangio și-a revenit pe cont propriu, stabilind cel mai rapid tur, unul după altul, culminând cu un timp record în turul 20, cu unsprezece secunde mai rapid decât Ferrari-urile. În penultimul tur, Fangio l-a depășit atât pe Collins, cât și pe Hawthorn, reușind să câștige cursa cu puțin peste trei secunde. Cu Musso terminând pe locul al patrulea, Fangio și-a revendicat al cincilea titlu. Această performanță este adesea considerată una dintre cele mai mari din istoria Formulei 1 și a fost, de asemenea, victoria finală a lui Fangio în acest sport. Recordul lui Fangio de cinci campionate a rămas neîntrerupt până în 2003, când Michael Schumacher a câștigat al șaselea său campionat.
„Nu am condus niciodată atât de repede în viața mea și nu cred că voi mai putea să o fac vreodată”. 
După seria sa de titluri consecutive, s-a retras în 1958, în urma Marelui Premiu al Franței. Atât de mult a fost respectul pentru Fangio, încât în timpul acelei curse finale, liderul Hawthorn, care l-a depășit cu un tur pe Fangio, a frânat când era pe cale să treaca linia de sosire, astfel încât Fangio să poată parcurge distanța de 50 de tururi în ultima sa cursă; a trecut linia de sosire după două minute în urma lui Hawthorn. Ieșind din Maserati după cursă, i-a spus simplu mecanicului său: „S-a terminat”. Era faimos pentru că a câștigat curse la ceea ce el a descris drept cea mai mică viteză posibilă, pentru a conserva mașina până la final. Mașinile din anii 1940 și 1950 erau imprevizibile în ceea ce privește fiabilitatea lor, aproape orice componentă fiind susceptibilă de a se defecta. A câștigat 24 de Mari Premii ale Campionatului Mondial, 22 direct și 2 împărțite cu alți piloți, din 52 de participări – un procent de câștig de 46,15%, cel mai mare din istoria sportului (Alberto Ascari, care se află pe locul doi, deține un procent de câștig de 40,63%). Ambii piloți erau deja piloți de Mare Premiu cu experiență înainte de începerea campionatului mondial.

## Răpirea
Președintele Cubei, Fulgencio Batista, a stabilit o cursă non-Formula 1, Marele Premiu al Cubei, la Havana în 1957. Fangio a câștigat evenimentul din 1957 și stabilise cei mai rapizi timpi în timpul antrenamentelor pentru cursa din 1958. Pe 23 februarie 1958, doi bărbați înarmați ai Mișcării 26 Iulie a lui Fidel Castro au intrat în Hotelul Lincoln din Havana și l-au răpit pe Fangio. Batista a ordonat ca evenimentul să continue ca de obicei, în timp ce o echipă de poliție i-a vânat pe răpitori. Ei au înființat blocaje rutiere la intersecții, iar paznicii au fost repartizați pe aeroporturile private și comerciale, și către tuturor piloților concurenți.
Fangio a fost dus în trei case separate. Răpitorii săi i-au permis să asculte cursa prin radio, aducând un televizor pentru a fi martor la rapoartele unui accident dezastruos după încheierea cursei. În a treia casă, lui Fangio i s-a permis propriul dormitor, dar s-a convins că un gardian stă în fața ușii dormitorului la orice oră. Răpitorii au vorbit despre programul lor revoluționar, despre care Fangio nu dorise să vorbească, întrucât nu era interesat de politică. Mai târziu a spus: „Ei bine, aceasta este încă o aventură. Dacă ceea ce au făcut rebelii a fost într-o cauză bună, atunci eu, ca argentinian, accept.” A fost eliberat după 29 de ore, după ce a fost „tratat foarte bine”.
Motivele răpitorilor au fost să forțeze anularea cursei în încercarea de a umili regimul Batista. După ce Fangio a fost predat ambasadei Argentinei la scurt timp după cursă, mulți cubanezi au fost convinși că Batista își pierde puterea pentru că nu a reușit să-i dea de urma pe răpitori. Revoluția Cubaneză a preluat guvernarea în ianuarie 1959, iar Marele Premiu al Cubei din 1959 a fost anulat. Răpirea lui Fangio a fost dramatizată într-un film argentinian din 1999 regizat de Alberto Lecchi, Operación Fangio.

## Viața după retragere și moartea
Când Fangio a participat la Indianapolis 500 din 1958, i s-a oferit 20.000 de dolari pentru a se califica într-un Kurtis-Offenhauser de către proprietarul mașinii, George Walther, Jr (tatăl viitorului pilot de Indy 500, Salt Walther). Fangio a participat anterior la 500 în 1948, moment în care și-a exprimat interesul de a participa la cursă. Cu toate acestea, el nu s-a putut califica cu o mașină care nu funcționa corect. Walther i-a permis lui Fangio să stea deoparte (înainte de a ieși la iveală un contract cu British Petroleum), totuși nu dorea ca un alt pilot să preia poziția lui Fangio.
În tot restul vieții, după ce s-a retras din curse, Fangio a vândut mașini Mercedes-Benz, conducând adesea fostele sale mașini de curse în tururi de demonstrație. Chiar înainte de a se alătura echipei Mercedes de Formula 1, la mijlocul anilor 1950, Fangio achiziționase concesiunea Mercedes argentiniană. A fost numit președinte al Mercedes-Benz Argentina în 1974, și a primit titlul de Președinte de Onoare pe Viață în 1987.
Fangio a servit ca flagman pentru Marele Premiu al Argentinei din 1972 până în 1981, și pentru Winston 500 de la NASCAR în 1975.
Fangio a fost invitatul special al celei de-a 50-a aniversări a Marelui Premiu al Australiei din 1978 la Sandown Raceway din Melbourne (cu 7 ani înainte ca Marele Premiu al Australiei să devină o rundă a Campionatului Mondial în 1985). După ce i-a acordat Trofeul Lex Davison câștigătorului cursei, Graham McRae (care a declarat că întâlnirea cu Fangio a fost un fior mai mare decât câștigarea cursei pentru a treia oară), legenda argentiniană și-a condus mașina Mercedes-Benz W196, câștigătoare al Campionatului Mondial din 1954 și 1955, într-o expoziție de 3 tururi împotriva altor 3 mașini, inclusiv Brabham BT19, care a câștigat Campionatul Mondial din 1966, condusĂ de triplul campion mondial australian, Jack Brabham. În ciuda faptului că mașina lui era cu peste 10 ani mai veche decât Repco Brabham, Fangio l-a împins pe australian până la steagul final. Înainte de „cursă”, Fangio (care la vârsta de 67 de ani și care nu a concurat în 20 de ani, încă deținea o Super Licență FIA) și-a declarat intenția de a concura și nu doar să facă o demonstrație.

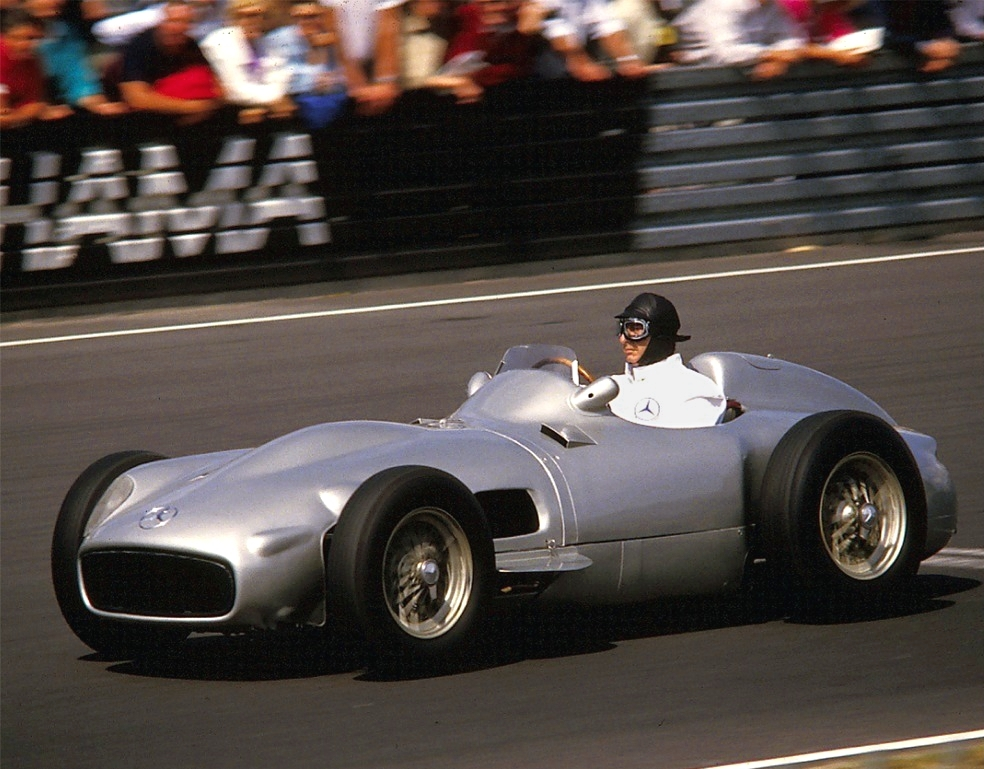
Juan Manuel Fangio la volanul unui Mercedes-Benz W196 într-o demonstrație în 1986 de pe circuitul Nürburgring.

În 1980, Fundația Konex i-a acordat premiul Diamond Konex pentru Cel Mai Bun Sportiv al Deceniului din Argentina. În 1981, Fangio a călătorit la Monza pentru Marele Premiu al Italiei, unde a fost reunit cu mașinile sale, Tipo 159 Alfa Romeo din 1951 și Lancia D50 din 1954, pentru câteva tururi demonstrative. Pentru eveniment, lui Fangio i s-au alăturat vechii prieteni și colegi de curse, inclusiv Toulo de Graffenried, Luigi Villoresi și Giorgio Scarlatti, precum și foști manageri Alfa Romeo din anii 1950, Paolo Marzotto și Battista Guidotti.
La începutul anilor 1980, Fangio a suferit cu succes o intervenție chirurgicală bypass pentru a corecta o afecțiune cardiacă. De asemenea, suferea de insuficiență renală de ceva timp înainte de moartea sa.
În 1990, Fangio l-a întâlnit pe triplul campion mondial, Ayrton Senna, care simțise cu adevărat că întâlnirea reflecta afecțiunea reciprocă pentru ambii piloți. După Marele Premiu al Braziliei din 1993, Fangio a acordat trofeele participanților de pe podium care i-a inclus pe Ron Dennis, Senna, Damon Hill și Michael Schumacher.
A revenit în lumina reflectoarelor în 1994, când s-a opus public unei noi legi din provincia Buenos Aires care refuza permisele de conducere celor peste 80 de ani (care îl includea și pe Fangio). Fiind refuzat reînnoirea carnetului său, Fangio ar fi provocat personalul Biroului de Trafic la o cursă între Buenos Aires și litoralul Mar del Plata (o distanță de 400 km) în două ore sau mai puțin, în urma căreia s-a făcut o excepție pentru cvintuplul campion mondial.
Juan Manuel Fangio a murit la Buenos Aires în 1995, la vârsta de 84 de ani, din cauza insuficienței renale și a pneumoniei; a fost înmormântat în orașul său natal, Balcarce. Purtătorii sicriului său au fost fratele său mai mic Ruben Renato („Toto”), Stirling Moss, concurenții compatrioți José Froilán González și Carlos Reutemann, Jackie Stewart și președintele Mercedes-Benz Argentina la acea vreme.

## Palmaresul complet în Formula 1
| Legendă      | Legendă                                            |
| Culoare      | Rezultat                                           |
| ------------ | -------------------------------------------------- |
| Auriu        | Câștigător                                         |
| Argintiu     | Locul 2                                            |
| Bronz        | Locul 3                                            |
| Verde        | Alte locuri care punctează                         |
| Albastru     | Alte locuri                                        |
| Albastru     | Nu s-a clasat, dar a terminat cursa (NC)           |
| Purpuriu     | A abandonat cursa (Ab)                             |
| Negru        | Descalificat (DSC)                                 |
| Alb          | Nu a luat startul (NS)                             |
| Roșu         | Nu s-a calificat (NSC)                             |
| Fără culoare | Retras înainte de calificări (Ret)                 |
| Fără culoare | Exclus (EX)                                        |
| Fără culoare | Nu a participat (celulă goală)                     |
| Adnotare     | Însemnătate                                        |
| P            | Pole position                                      |
| R            | Cel mai rapid tur                                  |
| (6)          | Rezultatul nu a fost luat în considerare pentru CM |
| 1            | A împărțit mașina cu unul sau mai mulți piloți     |

| Sezon  | Echipă        | Șasiu | Motor                  | 1        | 2        | 3        | 4        | 5        | 6        | 7         | 8      | 9      | 10  | 11  | Poz.       | Puncte    |
| ------ | ------------- | ----- | ---------------------- | -------- | -------- | -------- | -------- | -------- | -------- | --------- | ------ | ------ | --- | --- | ---------- | --------- |
| 1950   | Alfa Romeo    | 158   | Alfa Romeo 158 1.5 L8s | GBR Ab   | MCO 1P R | 500      | SUI AbP  | BEL 1    | FRA 1P R | ITA AbP R | N/A    | N/A    | N/A | N/A | 2          | 27        |
| 1951   | Alfa Romeo    | 159   | Alfa Romeo 158 1.5 L8s | SUI 1P R | 500      | BEL 9P R | FRA 1P R | GBR 2    | DEU 2R   | ITA AbP   | ESP 1R | N/A    | N/A | N/A | 1          | 31 (37)   |
| 1953   | Maserati      | A6GCM | Maserati A6 2.0 L6     | ARG Ab   | 500      | NLD Ab   | BEL AbP  | FRA 2R   | GBR 2    | DEU 2     | SUI 4P | ITA 1R | N/A | N/A | 2          | 28 (29,5) |
| 1954   | Maserati      | 250F  | Maserati 250F1 2.5 L6  | ARG 1    | 500      | BEL 1P R |          |          |          |           |        |        | N/A | 1   | 42 (57,14) |           |
| 1954   | Mercedes-Benz | W196  | Mercedes M196 2.5 L8   |          |          |          | FRA 1P   | GBR 4P R | DEU 1P   | SUI 1R    | ITA 1P | ESP 3  | N/A |     |            |           |
| 1955   | Mercedes-Benz | W196  | Mercedes M196 2.5 L8   | ARG 1    | MCO Ab   | 500      | BEL 1    | NLD 1    | GBR 2    | ITA 1     | N/A    | N/A    | N/A | N/A | 1          | 40 (41)   |
| 1956   | Ferrari       | D50   | Ferrari DS50 2.5 V8    | ARG 1P R | MCO 2P R | 500      | BEL AbP  | FRA 4P R | GBR 1    | DEU 1P R  | ITA 2P | N/A    | N/A | N/A | 1          | 30 (33)   |
| 1957   | Maserati      | 250F  | Maserati 250F1 2.5 L6  | ARG 1    | MCO 1P R | 500      | FRA 1P   | GBR Ab   | DEU 1P R | PES 2P    | ITA 2  | N/A    | N/A | N/A | 1          | 40 (46)   |
| 1958   | Maserati      | 250F  | Maserati 250F1 2.5 L6  | ARG 4P R | MCO      | NLD      |          | BEL      | FRA 4    | GBR       | DEU    | PRT    | ITA | MAR | 14         | 7         |
| 1958   | Kurtis Kraft  | 500F  | Novi 3.0 L8s           |          |          |          | 500 NSC  |          |          |           |        |        |     |     | 14         | 7         |
| Surse: |               |       |                        |          |          |          |          |          |          |           |        |        |     |     |            |           |